# Ryotaro Nakamura
Ryotaro Nakamura (中村 亮太朗 Nakamura Ryotaro?), född 27 september 1997 i Niigata prefektur, är en japansk fotbollsspelare.
Nakamura började sin karriär 2020 i Ventforet Kofu.